# Oberndorfergambiet
Het Oberndorfergambiet of Herrströmgambiet is in de opening van een schaakpartij een variant in de flankspelen. Het gambiet valt onder ECO-code A04, de Zukertortopening, en heeft als openingszetten
1. Pf3 g5.
Er volgt meestal
2. Pxg5 e5
waarna wit de mogelijkheid heeft zijn paard te offeren op f7 en zwart moeilijk komt te staan:
3. Pxf7 Kxf7
4. e4